# Liste der Naturdenkmale in Jettingen
| Naturdenkmale | Anzahl |
| ------------- | ------ |
| FND           | 11     |
| END           | 10     |
| Gesamt        | 21     |

Die Liste der Naturdenkmale in Jettingen nennt die verordneten Naturdenkmale (ND) der im baden-württembergischen Landkreis Böblingen liegenden Gemeinde Jettingen. In Jettingen gibt es insgesamt 21 als Naturdenkmal geschützte Objekte, davon 11 flächenhafte Naturdenkmale (FND) und 10 Einzelgebilde-Naturdenkmale (END).
Stand: 1. November 2016.

## Flächenhafte Naturdenkmale (FND)
| Name                                                                                 | Bild | Kennung     | Einzelheiten | Position | Fläche Hektar | Datum        |
| ------------------------------------------------------------------------------------ | ---- | ----------- | ------------ | -------- | ------------- | ------------ |
| Ahorn- und Lindenallee am Wolfshub (10 Linden, 6 Bergahorn, 4 Pappeln, 2 Mostbirnen) | BW   | 81150530013 | Jettingen    | ⊙        | 2,1           | 12. Mai 1993 |
| Ahorn- und Lindenallee an Wagners Grund (3 Linden, 3 Bergahorn, 1 Mostbirne)         |      | 81150530011 | Jettingen    | ⊙        | 0,7           | 12. Mai 1993 |
| Doline im Hubholz                                                                    |      | 81150530017 | Jettingen    | ⊙        | 0,1           | 12. Mai 1993 |
| Doline im Kehrhau                                                                    | BW   | 81150530003 | Jettingen    | ⊙        | 0,1           | 12. Mai 1993 |
| Doline u. Dolinenkette im Kehrhau                                                    | BW   | 81150530004 | Jettingen    | ⊙        | 0,7           | 12. Mai 1993 |
| Dolinenfeld im Kehrhau                                                               | BW   | 81150530005 | Jettingen    | ⊙        | 0,9           | 12. Mai 1993 |
| Douglasiengruppe Auf der Herrenplatte                                                | BW   | 81150530018 | Jettingen    | ⊙        | 0,1           | 12. Mai 1993 |
| Halbtrockenrasen Gründen                                                             |      | 81150530021 | Jettingen    | ⊙        | 0,4           | 12. Mai 1993 |
| Halbtrockenrasen Jägeräcker                                                          | BW   | 81150530019 | Jettingen    | ⊙        | 0,9           | 12. Mai 1993 |
| Lindenalle-Haldenäcker (14 Linden)                                                   |      | 81150530010 | Jettingen    | ⊙        | 1,6           | 12. Mai 1993 |
| Obstbaum- und Lindenallee am Dreispitz                                               |      | 81150530016 | Jettingen    | ⊙        | 19,9          | 12. Mai 1993 |
| Sukzessionsfläche Kehrhau                                                            | BW   | 81150530024 | Jettingen    | ⊙        | 1,7           | 12. Mai 1993 |
| Legende für Naturdenkmal                                                             |      |             |              |          |               |              |

## Einzelgebilde (END)
| Name                            | Bild | Kennung     | Einzelheiten | Position | Fläche Hektar | Datum        |
| ------------------------------- | ---- | ----------- | ------------ | -------- | ------------- | ------------ |
| Alttanne im Kehrhau             | BW   | 81150530002 | Jettingen    | ⊙        | 0,0           | 30. Mai 1994 |
| Blutbuche an der Kirche         |      | 81150530023 | Jettingen    | ⊙        | 0,0           | 12. Mai 1993 |
| Esche mit Efeu auf dem Friedhof |      | 81150530007 | Jettingen    | ⊙        | 0,0           | 12. Mai 1993 |
| Fichte an der Haslacher Str.    |      | 81150530014 | Jettingen    | ⊙        | 0,0           | 12. Mai 1993 |
| Forche im Heiligenwald          | BW   | 81150530020 | Jettingen    | ⊙        | 0,0           | 12. Mai 1993 |
| Linde am Heilberg               |      | 81150530022 | Jettingen    | ⊙        | 0,0           | 12. Mai 1993 |
| Linde in den Schloßwiesen       |      | 81150530009 | Jettingen    | ⊙        | 0,0           | 12. Mai 1993 |
| Mostbirnbaum am Hubweg          | BW   | 81150530006 | Jettingen    | ⊙        | 0,0           | 30. Mai 1994 |
| 3 Linden auf den Roggenäckern   |      | 81150530008 | Jettingen    | ⊙        | 0,0           | 12. Mai 1993 |
| 4 Mostbirnbäume Haldenäcker     |      | 81150530015 | Jettingen    | ⊙        | 0,0           | 12. Mai 1993 |
| Legende für Naturdenkmal        |      |             |              |          |               |              |